# تيد تايلر
تيد تايلر (بالإنجليزية: Ted Tyler)‏ (13 أكتوبر 1864 في المملكة المتحدة - 25 يناير 1917 في المملكة المتحدة) هو لاعب كريكت بريطاني (وحمل سابقاً جنسية المملكة المتحدة لبريطانيا العظمى وأيرلندا). شارك مع منتخب إنجلترا للكريكت. أما مع النوادي، فقد لعب مع نادي مقاطعة سومرست للكريكت ‏.

## وصلات خارجية
- تيد تايلر على موقع إي آس بي آن كريك إنفو (الإنجليزية)